# Masiaboay
Masiaboay est une commune rurale malgache située dans la partie centre-sud de la région d'Atsimo-Andrefana.